# Pioneer 10
Il Pioneer 10 (originariamente designata come Pioneer F) è una sonda spaziale statunitense, avente massa di 258 kg, che completò la prima missione verso Giove. In seguito divenne la prima sonda spaziale a superare la velocità di fuga dal sistema solare. La missione è stata sviluppata e diretta dall'Ames Research Center della NASA, mentre la TRW ha costruito il Pioneer 11, la sonda sua gemella.
La sonda è stata lanciata il 3 marzo 1972 da un Atlas-Centaur da Cape Canaveral in Florida. Tra il 15 luglio 1972 e il 15 febbraio 1973 è diventato il primo veicolo spaziale ad attraversare la fascia principale. Il 6 novembre 1973 cominciò a fotografare Giove da una distanza di 25 000 000 km e trasmise un totale di 500 immagini circa. Il massimo avvicinamento al pianeta avvenne il 4 dicembre 1973, a una distanza di 132.252 km. Durante la missione gli strumenti a bordo vennero usati per studiare la fascia degli asteroidi, l'ambiente gioviano, il vento solare, i raggi cosmici e, successivamente, i luoghi più lontani dell'eliosfera.
Le comunicazioni radio con la sonda sono state perse il 23 gennaio 2003 a causa del calo di potenza elettrica alla sua radio trasmittente quando l'oggetto si trovava ad una distanza di 80 UA (pari a 12 miliardi di km) dalla Terra, circa il doppio della distanza media Sole - Plutone.

## Sviluppo

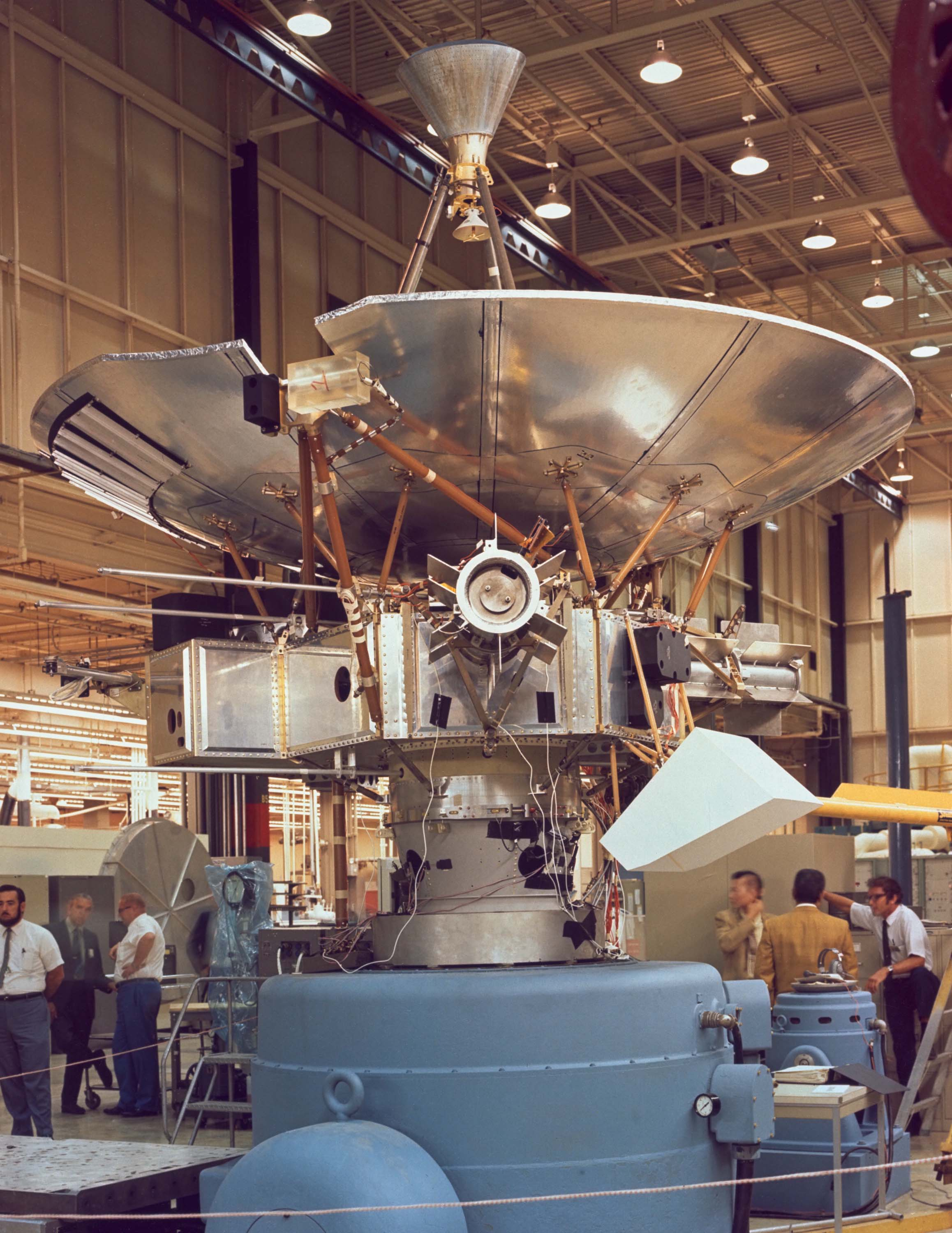
Il Pioneer 10 nelle fasi finali di costruzione nell'impianto della TRW.

Negli anni sessanta l'ingegnere aerospaziale statunitense Gary Flandro del Jet Propulsion Laboratory concepì una missione, chiamata "Planetary Grand Tour" che, sfruttando un raro allineamento dei pianeti del sistema solare esterno, avrebbe permesso la loro esplorazione con un unico veicolo. Questa missione sarebbe stata compiuta alla fine degli anni settanta dalle sonde Voyager, ma per prepararle meglio al loro scopo la NASA decise nel 1964 di lanciare un paio di sonde sperimentali verso il sistema solare esterno. L'Outer Space Panel, presieduto da James Van Allen elaborò la logica scientifica per l'esplorazione dei pianeti esterni mentre il Goddard Space Flight Center sviluppò una proposta indicata come "Galactic Jupiter Probes", una coppia di sonde che, transitate per la fascia principale, avrebbero raggiunto Giove. Se lanciate nel 1972 e nel 1973 avrebbero potuto sfruttare delle finestre di lancio, aperte per poche settimane ogni 13 mesi, caratterizzate da delta-v particolarmente convenienti per raggiungere il pianeta.
La missione fu approvata dalla NASA nel febbraio del 1969 nell'ambito del Programma Pioneer, una serie di missioni spaziali statunitensi senza equipaggio lanciate tra il 1958 e il 1978. Le due sonde furono indicate come Pioneer F e G nella fase di sviluppo antecedente al lancio e successivamente Pioneer 10 e 11.

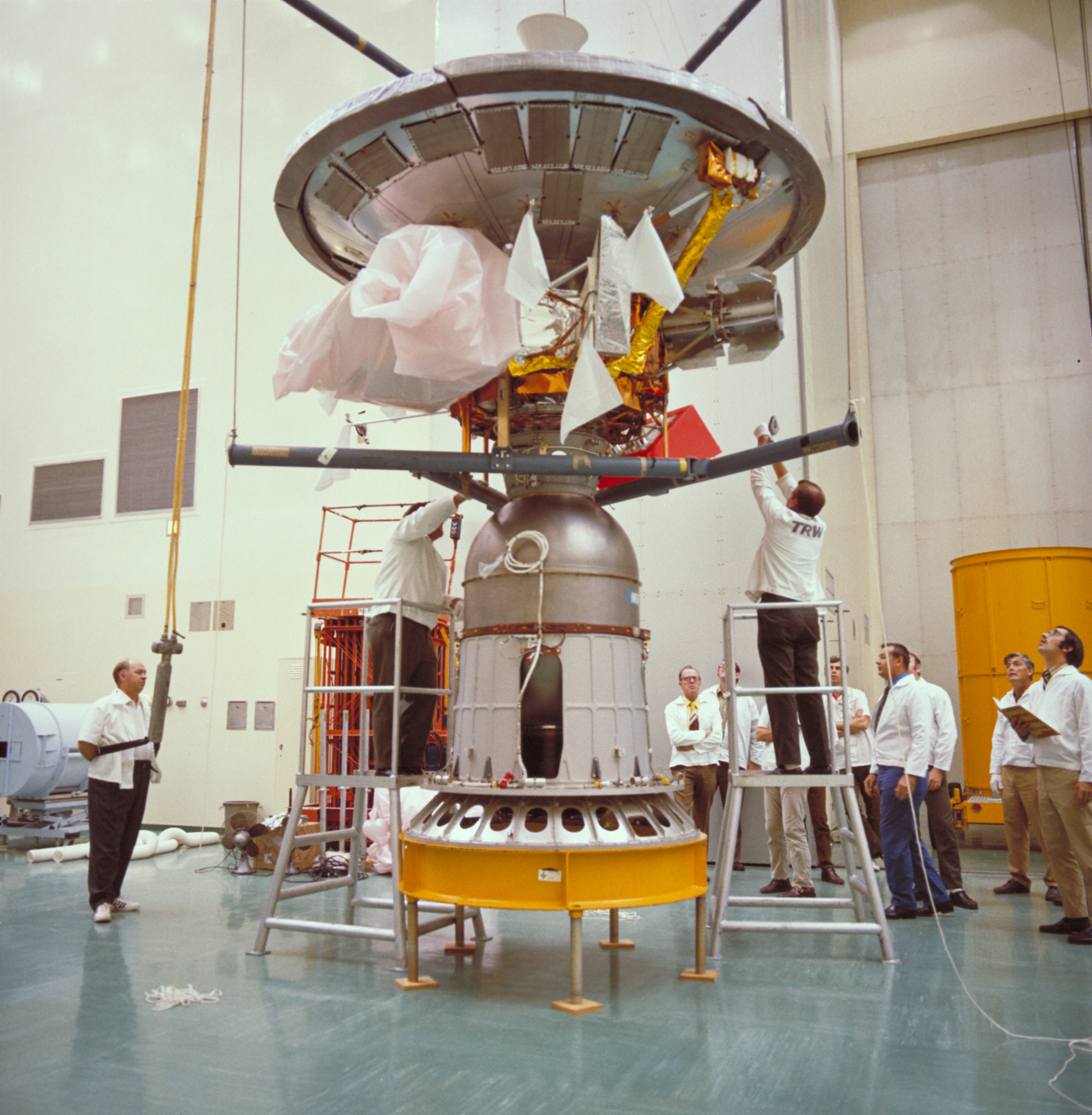
Il Pioneer 10 montato sul motore Star-37E, subito prima di essere incapsulato per il lancio.

Le due sonde costituirono il primo modello di una serie pensata per esplorare il sistema solare esterno, basato su varie proposte analizzate durante gli anni sessanta. I primi obiettivi per la missione furono individuati nell'esplorazione del mezzo interplanetario oltre l'orbita di Marte, della fascia degli asteroidi valutando anche il pericolo di una collisione incorso dalle sonde che avessero tentato di attraversarla, di Giove e del suo sistema. In una fase di sviluppo successiva si cercò di tener conto delle esigenze che avrebbero permesso un sorvolo ravvicinato di Giove, avendo anche come obiettivo la valutazione degli effetti che le radiazioni presenti nell'ambiente attorno al pianeta avrebbero avuto sugli strumenti delle sonde.
Vennero proposti più di 150 esperimenti per la missione. La selezione di quelli che sarebbero stati condotti effettivamente dalle sonde avvenne in più fasi, con una serie di sessioni durante gli anni sessanta e la scelta finale avvenuta nei primi anni settanta. Le sonde avrebbero dovuto essere in grado di fotografare, anche polarimetricamente, Giove e i suoi satelliti; effettuare osservazioni nell'infrarosso e nell'ultravioletto, rilevare asteroidi e meteoroidi, determinare la composizione delle particelle cariche e misurare i campi magnetici, le proprietà del plasma e i raggi cosmici e rilevare la luce zodiacale durante la fase di operatività. Inoltre, accurate misurazioni dell'attenuazione dei segnali radio trasmessi dalla sonda mentre questa veniva ad essere occultata da Giove avrebbero potuto permettere di misurare alcune proprietà dell'atmosfera del pianeta, così come l'analisi dei dati telemetrici avrebbe potuto permettere di migliorare la stima della massa di Giove e delle sue lune.
Sebbene la proposta fosse stata avanzata dal Goddard Space Flight Center, fu l'Ames Research Center guidato da Charles F. Hall a essere incaricato della direzione del progetto, grazie alla maggiore esperienza con sonde stabilizzate a singolo-spin. Fu richiesta una sonda piccola e leggera, magneticamente pulita e capace di effettuare una missione interplanetaria. Sarebbero stati utilizzati moduli analoghi a quelli che avano già volato e dimostrato la loro resistenza a bordo delle sonde Pioneer 6, 7, 8 e 9.
Nel febbraio del 1970 l'Ames Research Center stipulò un contratto di 380 milioni di dollari con TRW per la costruzione delle sonde Pioneer F, G e dell'unità di riserva H, saltando il processo abituale di selezione dell'offerta più conveniente a causa dei tempi stretti. B. J. O'Brien e Herb Lassen guidarono la squadra che assemblò i veicoli. La progettazione e la costruzione della sonda richiese circa 25 milioni di ore di lavoro complessivo.
Per rispettare i programmi il primo lancio avrebbe dovuto aver luogo tra il 29 febbraio e il 17 marzo 1972 con arrivo su Giove nel novembre 1974. Questo fu poi anticipato al dicembre 1973 per non avere conflitti con altre missioni per l'utilizzo del Deep Space Network per le comunicazioni e per evitare il periodo in cui la Terra e Giove sarebbero stati in opposizione. La traiettoria del Pioneer 10 nell'attraversamento del sistema di Giove fu selezionata per massimizzare la raccolta di informazioni sulle radiazioni presenti nel sistema e sulla resistenza ad esse della sonda. A questo scopo il massimo avvicinamento al pianeta fu programmato ad una distanza di tre raggi gioviani. La traiettoria scelta avrebbe inoltre permesso al veicolo di osservare il lato di Giove illuminato dal Sole.

## Disegno della sonda

Rappresentazione schematica del Pioneer 10.

Il corpo principale del Pioneer 10 aveva la forma di un prisma alto 36 centimetri, di base esagonale, avente lato di 76 centimetri. Ospitava il propellente per controllare l'orientamento della sonda e 8 degli 11 strumenti scientifici. L'equipaggiamento era protetto dai meteoriti tramite pannelli a sandwich con honeycomb in alluminio. Coperture di BoPET e kapton provvedevano al controllo termico passivo. Poiché i componenti elettrici nel compartimento generavano calore dissipando una potenza compresa tra 70 e 120 W, erano presenti anche degli schermi mobili (louvers) regolabili in base alle necessità.
La sonda aveva una massa al lancio di 260 kg, di cui 36 di idrazina liquida monopropellente in un serbatoio sferico di 42 cm di diametro. L'orientamento del veicolo era regolato attraverso 6 propulsori da 4,5 N, montati in 3 coppie. A una di esse era assegnato il compito di mantenere la sonda in rotazione attorno al proprio asse ad una velocità costante di 4,8 giri al minuto; un'altra direzionava il propulsore principale, mentre la terza regolava l'assetto. A quest'ultima era demandata il controllo della sonda nelle manovre di scansione conica per tracciare la Terra nella sua orbita. Le informazioni sulla navigazione erano ottenute da un sensore stellare capace di rilevare Canopo e da due sensori solari.

### Sistema elettrico

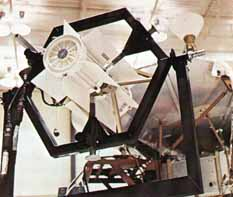
Due generatori termoelettrici a radioisotopi SNAP-19 del Pioneer 10.

Il Pioneer 10 era dotato di quattro generatori termoelettrici a radioisotopi SNAP-19, posizionati alle estremità di due bracci a tre aste, lunghi 3 metri e inclinati di 120° rispetto all'asta del magnetometro. Questo perché si riteneva che fosse una distanza sicura dai sensibili strumenti scientifici trasportati a bordo. Gli RTG fornivano complessivamente una potenza di 155 W al lancio, che si sarebbe ridotta a 140 W al momento del sorvolo di Giove. La potenza necessaria ad alimentare tutti i sistemi della sonda era di 100 W. I generatori erano alimentati da plutonio-238 (238Pu) racchiuso in una capsula a più strati protetta da una copertura di grafite.
Nella fase di sviluppo era stato richiesto che lo SNAP-19 fornisse energia per almeno due anni nello spazio, requisito largamente superato durante la missione. Il 238Pu ha un'emivita di 87,74 anni; dopo 29 anni quindi la radiazione generata dagli RTG sarebbe stata l'80% della sua intensità al lancio. Tuttavia a causa del deterioramento dei giunti delle termocoppie che convertono in energia elettrica il calore generato dal decadimento del 238Pu, la riduzione nell'energia fornita dai quattro dispositivi è stata molto più veloce e nel 2005 la potenza in uscita totale era di 65 W. Quando la potenza disponibile è scesa al di sotto della soglia dei 100 W si è operata una razionalizzazione nell'attivazione degli strumenti.

### Sistema di comunicazione
Il sistema di comunicazione della sonda presentava delle ridondanze e si componeva di un'antenna ad alto guadagno dal fascio quindi piuttosto stretto, di un'antenna omnidirezionale e di una a medio guadagno. Il piatto parabolico dell'antenna ad alto guadagno aveva 2,74 metri di diametro ed era realizzato in alluminio con struttura a sandwich a nido d'ape. La stabilizzazione a singolo-spin garantiva che fosse mantenuto il puntamento verso la Terra dell'antenna ad alto guadagno, il cui asse coincideva con quello di rotazione della sonda. Ogni trasmettitore assorbiva 8 W e trasmetteva dati in banda S a 2110 MHz in uplink dalla Terra e 2292 MHz nel downlink alla Terra attraverso il Deep Space Network. I dati erano codificati in modo convenzionale e la maggior parte degli errori di comunicazione poteva quindi essere corretta dall'attrezzatura di ricezione sulla Terra. La velocità di trasmissione dei dati al lancio era di 256 bit/s con un ritmo di degrado di 1,27 mbit/s al giorno.
A differenza delle successive sonde Voyager, le due Pioneer erano dotate di processori dalla capacità di calcolo molto limitata, che non permetteva loro di operare in modalità semi-automatica. Le lunghe sequenze di comando venivano quindi sviluppate dagli operatori a terra e successivamente trasmesse alla sonda che le eseguiva. La sonda era anche in grado di mantenere in memoria fino a cinque comandi delle 222 possibilità che erano state previste. Ciascuna sonda era dotata di un'unità di archiviazione dei dati e ciascuna aveva una memoria di 6144 B. L'unità di telemetria digitale era utilizzata per convertire i dati raccolti in uno dei 13 formati previsti prima della loro trasmissione sulla Terra.

### Strumenti scientifici
| Helium Vector Magnetometer (HVM)  | |
|                                   | Questo strumento ha misurato la struttura fine del campo magnetico interplanetario, mappato il campo magnetico gioviano e fornito misurazioni dello stesso per valutare l'interazione del vento solare con Giove. Il magnetomentro consisteva in una cella caricata con elio e montata su un braccio lungo 6,6 metri per isolare parzialmente lo strumento dal campo magnetico della sonda. - Principal investigator: Edward Smith / JPL - Data: PDS/PPI data catalog, NSSDC data archive                                                                     |
| Quadrispherical Plasma Analyzer   | |
|                                   | Guardava attraverso un buco nella grande antenna a forma di piatto per individuare particelle del vento solare provenienti dal Sole. - Principal investigator: Aaron Barnes / NASA Ames Research Center (archived website) - Data: PDS/PPI data catalog, NSSDC data archive |
| Charged Particle Instrument (CPI) | |
|                                   | Ha rilevato raggi cosmici nel Sistema Solare. - Principal investigator: John Simpson / University of Chicago - Data: NSSDC data archive |
| Cosmic Ray Telescope (CRT)        | |
|                                   | Ha ottenuto dati sulla composizione delle particelle che compongono i raggi cosmici e i loro campi energetici. - Principal investigator: Frank B. McDonald / NASA Goddard Space Flight Center - Data: PDS/PPI data catalog, NSSDC data archive |
| Geiger Tube Telescope (GTT)       | |
|                                   | Ha rilevato l'intensità, lo spettro energetico e la distribuzione angolare degli elettroni e protoni lungo il percorso della sonda attraverso le fasce di radiazioni di Giove. - Principal investigator: James A. Van Allen / University of Iowa (website Archiviato il 12 gennaio 2013 in Internet Archive.) - Data: PDS/PPI data catalog, NSSDC data archive |
| Trapped Radiation Detector (TRD)  | |
|                                   | Includeva: - un contatore Cerenkov sfocato che rilevava la luce emessa da una direzione particolare secondo le particelle che passavano davanti ad essa, registrando gli elettroni da 0,5 a 12 MeV; - un rilevatore di dispersione di elettroni da 100 a 400 keV; - un rilevatore di minima ionizzazione consistente in un diodo a stato solido che misurava le particelle a ionizzazione minima (<3 MeV) e i protoni in un intervallo tra 50 e 350 MeV. - Principal investigator: R. Fillius / University of California San Diego - Data: NSSDC data archive |
| Meteoroid Detectors               | |
|                                   | Dodici pannelli di celle pressurizzate, montati dietro all'antenna principale, che registrarono gli impatti penetranti di piccoli meteoridi. - Principal investigator: William Kinard / NASA Langley Research Center - Data: NSSDC data archive list Archiviato il 5 ottobre 2012 in Internet Archive. |
| Asteroid/Meteoroid Detector (AMD) | |
|                                   | AMD guardava nello spazio attraverso quattro telescopi per inseguire le particelle vicine, da piccole polveri a grandi asteroidi lontani. - Principal investigator: Robert Soberman / General Electric Company - Data: NSSDC data archive |
| Ultraviolet Photometer            | |
|                                   | La luce ultravioletta veniva percepita per determinare le quantità di idrogeno ed elio nello spazio e su Giove. - Principal investigator: Darrell Judge / University of Southern California - Data: PDS/PPI data catalog, NSSDC data archive |
| Imaging Photopolarimeter (IPP)    | |
|                                   | L'esperimento di fotografia faceva affidamento sulla rotazione della sonda spaziale per perlustrare con un piccolo telescopio attorno al pianeta, con lo scopo di acquisire, nella luce rossa e blu, sottili strisce di immagini larghe solo 0.03°. Queste strisce vennero poi processate per costruire un'immagine del pianeta. - Principal investigator: Tom Gehrels / University of Arizona - Data: NSSDC data archive list Archiviato il 5 ottobre 2012 in Internet Archive.                                                                              |
| Infrared Radiometer               | |
|                                   | Forniva informazioni sulla temperatura delle nuvole e sull'uscita di calore da Giove. - Principal investigator: Andrew Ingersoll / California Institute of Technology |

### Il veicolo di lancio
Il veicolo di lancio Atlas aveva una spinta di 1823,771 kN, ottenuta da due booster da 778,44 kN, un motore di spinta ausiliaria di 266,893 kN e due motori Vernier da 3,002 kN. I propellenti utilizzati erano ossigeno liquido (LOX) e RP-1.
Il secondo stadio Centaur ha due motori con una spinta totale di 129,888 kN. Questo motore trasportava i pannelli di insolazione che venivano gettati appena usciti dall'atmosfera terrestre e venivano usati per ridurre l'aumento di temperatura, causa dell'evaporazione dell'idrogeno liquido (LH2) durante il volo attraverso l'atmosfera. I propellenti utilizzati erano idrogeno liquido e ossigeno liquido.
Il terzo stadio TE364-4 alimentato a combustibile solido sviluppava approssimativamente 66,723 kN di spinta. Questo stadio inoltre avviava la rotazione della sonda.

## Profilo di missione

### Lancio e prima fase di crociera: la fascia principale

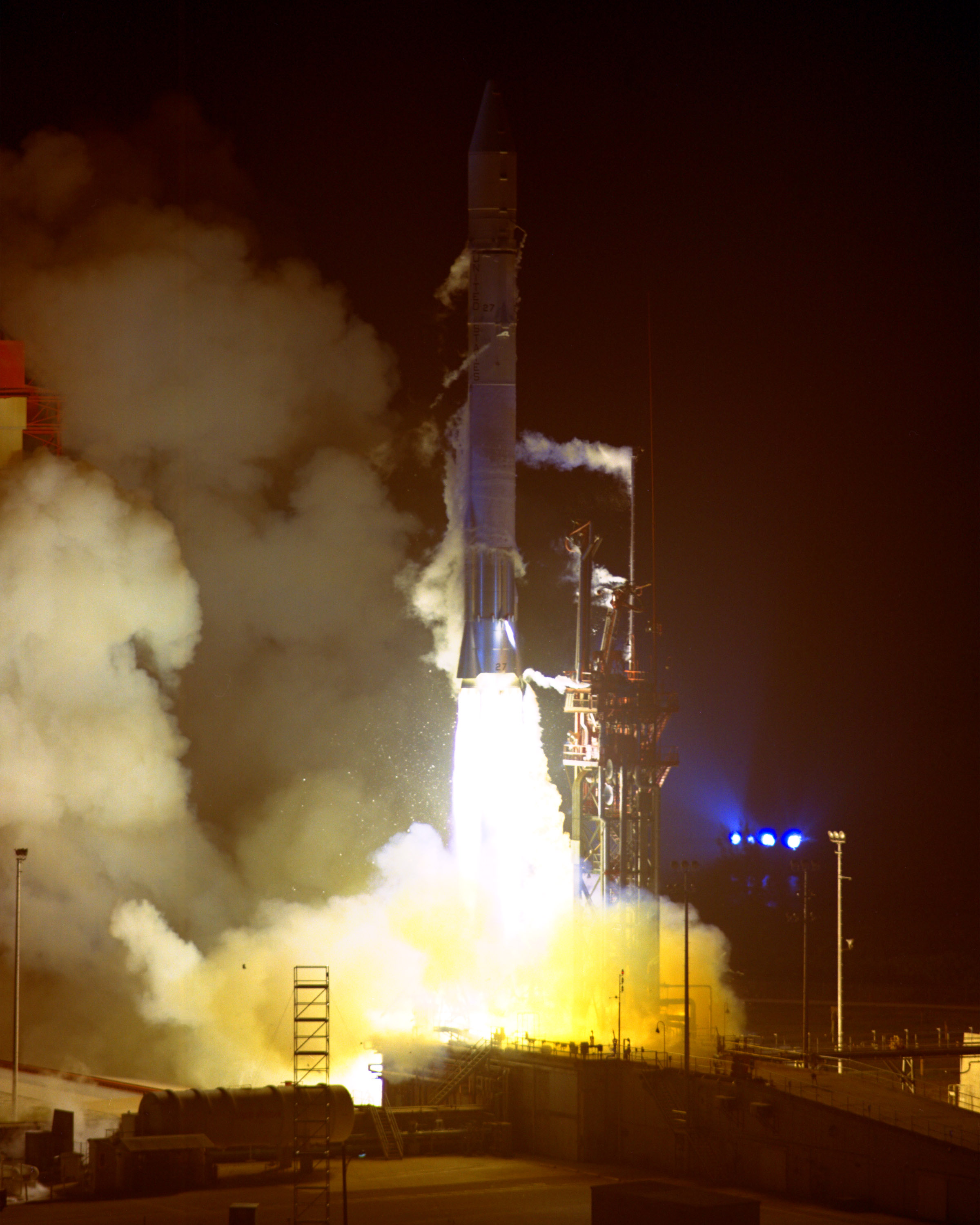
Il lancio

Il Pioneer 10 è stato lanciato il 3 marzo 1972 alle 01:49:00 UTC (2 marzo ora locale) dal Space Launch Complex 36A del Kennedy Space Center, in Florida, a bordo di un vettore Atlas-Centaur. Il terzo stadio consisteva in un TE364-4 a propellente solido sviluppato specificatamente per le missioni Pioneer ed ha fornito circa 66700 N (15 000 libbre) di spinta e avviato la rotazione della sonda a 60 rpm. L'estensione dei tre bracci della sonda, avvenuta venti minuti dopo il lancio, rallentò la rotazione a 4,8 rpm - valore che fu mantenuto costante per tutta la durata del viaggio. Il lanciatore operò per 17 minuti, fornendo al Pioneer 10 la velocità di 51682 km/h.
Stabilito il primo contatto attraverso l'antenna ad alto guadagno, fu attivata la maggior parte degli strumenti per eseguire delle prove mentre la sonda attraversava le fasce di radiazione della Terra. Novanta minuti dopo il lancio, la sonda raggiunse lo spazio interplanetario; oltrepassò la Luna in 11 ore, divenendo l'oggetto più veloce mai lanciato dall'uomo fino ad allora. Due giorni dopo il lancio vennero attivati tutti gli strumenti scientifici, a partire dal rilevatore dei raggi cosmici. La fase di attivazione fu completata in dieci giorni.
Durante i primi sette mesi di viaggio la sonda eseguì tre manovre di correzione di rotta. Fu verificato lo stato di funzionamento degli strumenti a bordo del veicolo, con i fotometri che furono utilizzati per osservare Giove e la luce zodiacale, mentre con altri strumenti venivano misurati i raggi cosmici, i campi magnetici e il vento solare. L'unico inconveniente occorso durante questo intervallo di tempo fu il guasto del sensore stellare, che obbligò ad utilizzare i restanti sensori solari per rilevare l'assetto del veicolo da allora in avanti.

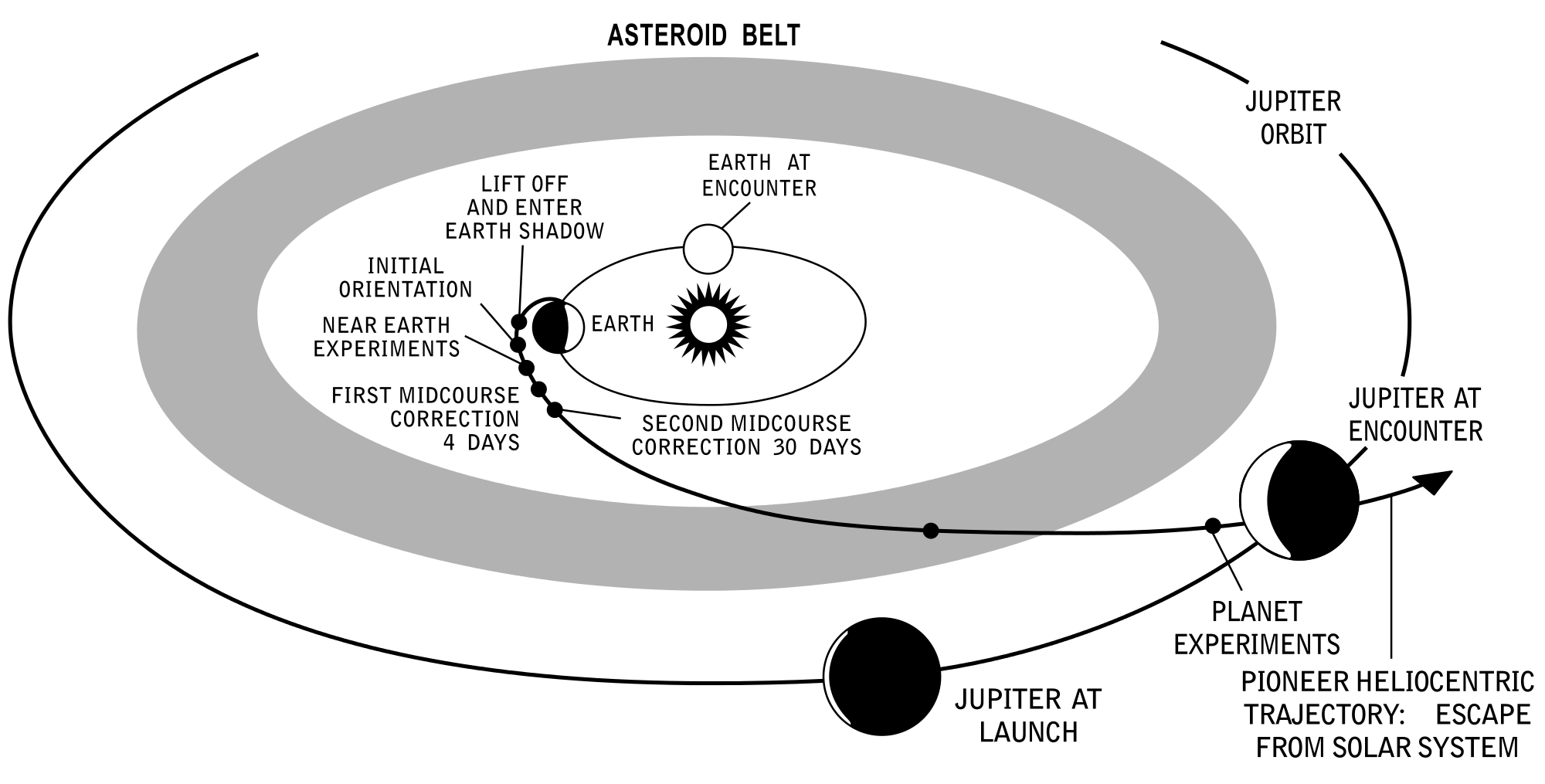
La traiettoria

Nell'attraversamento dello spazio interplanetario, il Pioneer 10 rilevò per la prima volta atomi di elio. Rilevò inoltre ioni altamente energetici di alluminio e sodio nel vento solare. Il Pioneer 10 fu la prima sonda ad entrare nella fascia principale (15 luglio 1972), posta tra le orbite di Marte e Giove. I progettisti si attendevano un attraversamento della fascia in sicurezza, dal momento che la traiettoria seguita avrebbe portato il Pioneer 10 ad avvicinarsi a non meno di 8,8 milioni di km dagli asteroidi conosciuti. Uno degli avvicinamenti più stretti avvenne con l'asteroide 307 Nike il 2 dicembre 1972.
Gli esperimenti a bordo misurarono una carenza di particelle più piccole del micrometro (µm) nella fascia, se confrontata con lo spazio in prossimità della Terra. La densità delle particelle di polvere dal diametro compreso tra 10 e 100 µm non variò significativamente durante il viaggio dalla Terra alle località più lontane della fascia principale, mentre la densità delle particelle con diametro compreso tra 100 µm a 1 mm triplicò nella fascia principale. Non furono rivelati nella fascia frammenti più grandi di un millimetro, suggerendo che questi dovessero essere rari; sicuramente molto meno comuni di quanto atteso. La sonda non subì alcuna collisione che potesse danneggiarla ed emerse pienamente operativa all'altro lato della fascia principale il 15 febbraio 1973.

### Sorvolo di Giove

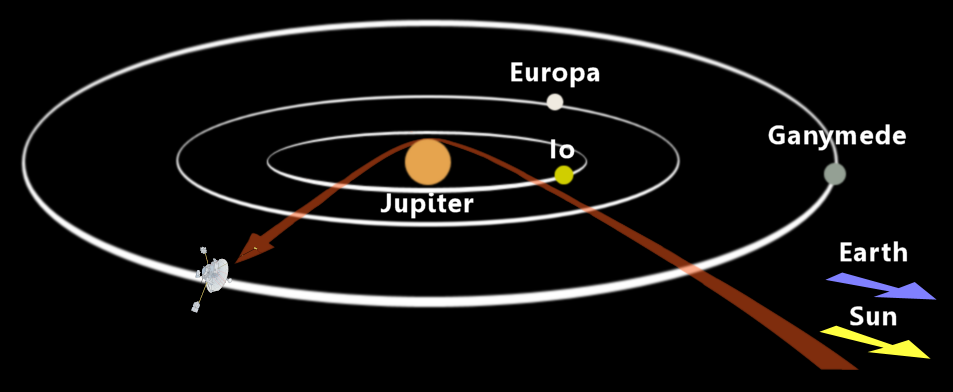
Traiettoria del Pioneer 10 nell'attraversamento del sistema di Giove.

Le prime prove degli strumenti fotografici iniziarono il 6 novembre 1973, quando il Pioneer 10 distava 25 milioni di km da Giove. I dati ricevuti tramite il Deep Space Network confermarono il loro funzionamento. Fu quindi inviata alla sonda una serie di 16 000 comandi, che avrebbero controllato le sue operazioni nel sorvolo ravvicinato nei seguenti sessanta giorni. L'8 novembre, il Pioneer 10 attraversò l'orbita della luna più esterna allora nota, Sinope. Il bow shock della magnetosfera gioviana fu attraversato il 16 novembre, come indicato da un calo della velocità del vento solare da 451 a 225 km/h. La magnetopausa fu poi passata il giorno successivo. Gli strumenti della sonda confermarono che il campo magnetico di Giove era inverso rispetto a quello terrestre. Il 29 del mese vennero oltrepassate le orbite della maggior parte delle lune esterne.
Il fotopolarimetro acquisì immagini di Giove nella lunghezza d'onda del rosso e del blu; da queste, ne furono prodotte di artificiali nel verde, che permisero di comporre le immagini in "veri colori" consegnate alla stampa. Il 26 novembre furono ricevute 20 immagini; dal 2 dicembre, la qualità delle immagini raccolte dal Pioneer 10 superò quella delle migliori che potevano essere ottenute attraverso i telescopi sulla Terra. La NASA decise di mostrarle in tempo reale, fatto per il quale il Programma Pioneer ricevette un Premio Emmy. Durante il sorvolo di Giove furono raccolte di più di 500 immagini in totale; le distorsioni geometriche in esse introdotte dal moto della sonda furono successivamente corrette da rielaborazioni computerizzate.

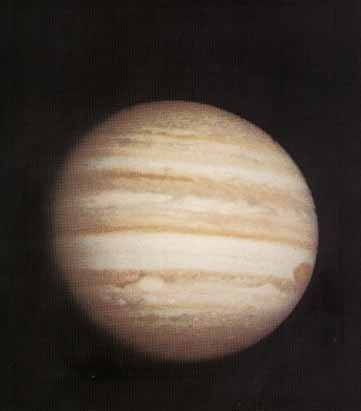
Immagine di Giove acquisita dal Pioneer 10.

La traiettoria percorsa dalla sonda era prossima al piano equatoriale magnetico di Giove, in prossimità del quale si concentra la radiazione degli ioni presente nella magnetosfera del pianeta. I flussi di picco furono 10 000 volte più potenti di quelli massimi registrati attorno alla Terra. Dal 3 dicembre, l'intensità delle radiazioni raggiunse livelli tali da determinare errori nei comandi del Pioneer. Molti di questi furono corretti tramite interventi d'emergenza, ma un'immagine di Io e alcune immagini ravvicinate di Giove furono perse. Analoghi falsi comandi si manifestarono anche durante l'allontanamento dal pianeta. Il Pioneer 10 riuscì con successo a fotografare Ganimede ed Europa. L'immagine di Ganimede mostrò un basso albedo nel centro e in prossimità del polo sud, mentre il polo nord apparve più luminoso. Europa era troppo lontano perché fosse possibile ottenere un'immagine dettagliata, quindi alcune caratteristiche d'albedo risultarono in seguito illusorie.

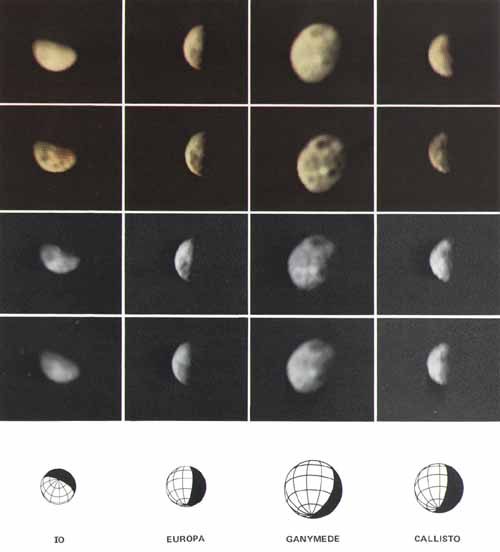
I satelliti medicei ripresi dal Pioneer 10.

La scelta della traiettoria era stata compiuta anche per osservare Io dal retro, riuscendo così ad analizzarne l'atmosfera con esperimenti radio. Fu così dimostrato che all'incirca 700 km sopra la superficie del lato illuminato di Io era presente una ionosfera, la cui densità era di 60 000 elettroni per centimetro cubo sul lato diurno e 9 000 sul lato notturno. Risultò invece inaspettata la scoperta che Io orbitasse dentro una nuvola di idrogeno estesa per 805 000 km, con un'altezza e una larghezza di 402 000 km. Si ritenne che le rilevazioni in prossimità di Europa attestassero una struttura analoga, ma di 110 000 km.
Nel momento del massimo avvicinamento la velocità della sonda era di 132 000 km/h. La sonda transitò ad una distanza di 132 252 km dall'atmosfera superiore di Giove. Furono raccolte immagini della Grande Macchia Rossa e del terminatore, dopodiché le comunicazioni cessarono mentre la sonda passava dietro il pianeta. I dati dell'occultazione radio permisero di misurare la struttura verticale delle temperature nell'atmosfera superiore, rilevando un'inversione di temperatura tra le altitudini corrispondenti a 10×10100 mbar di pressione. Le temperature al livello di 10 mbar erano tra i −122 e i −113 °C, mentre quelle a 100 mbar erano tra −183 e −163 °C. La sonda generò una mappa di Giove nell'infrarosso, che confermò l'opinione che il pianeta irradiasse più calore di quanto ne ricevesse dal Sole.
Durante l'allontanamento del pianeta furono riprese immagini della falce crescente di Giove. Mentre si dirigeva verso l'esterno, la sonda passò nuovamente il bow shock. Poiché questo fronte è sempre in movimento nello spazio a causa della sua interazione dinamica con il vento solare, il veicolo l'attraversò per ben 17 volte prima di uscire completamente dalla magnetosfera gioviana.

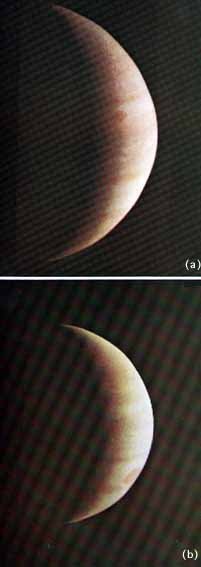
Immagini riprese dal Pioneer 10 nella fase di allontanamento di Giove.

### Seconda fase di crociera
Il Pioneer 10 oltrepassò l'orbita di Saturno nel 1976 e l'orbita di Urano nel 1979. Il 13 giugno 1983 superò l'orbita di Nettuno, il pianeta più distante dal Sole in quel momento, e quindi divenne il primo oggetto costruito dall'uomo a lasciare lo spazio nelle vicinanze dei pianeti del sistema solare. Durante questa seconda fase di crociera, la sonda proseguì a raccogliere dati e informazioni sul mezzo interplanetario, comunicandoli regolarmente a terra. Nonostante la sonda fosse ancora funzionante, la sua missione è stata terminata ufficialmente dalla NASA il 31 marzo 1997, quando si trovava ad una distanza di 67 UA dal Sole.
Analisi dei dati del tracciamento radio dei Pioneer 10 e 11, nella fase in cui le sonde si trovavano a distanze comprese tra 20 e 70 UA dal Sole, hanno rivelato un debole ma anomalo spostamento Doppler della frequenza del segnale. Ciò indicava che le sonde erano soggette ad un'accelerazione costante di (8,74±1,33)×10−10 m/s² diretta approssimativamente verso il Sole. Sebbene si sospettasse che l'effetto derivasse da un errore sistematico, gli studiosi non riuscivano ad individuarne l'origine e furono avanzate numerose ipotesi per quella che fu definita l'"Anomalia Pioneer". Slava Turyshev e colleghi hanno condotto un'analisi dettagliata dei dati nel 2012 ed individuato la fonte dell'anomalia in un'asimmetria nell'irraggiamento del calore da parte della sonda (parte del calore irradiato dalla sonda viene riflesso nella direzione opposta al Sole dalla superficie della grande antenna parabolica).
La NASA ha continuato a seguire il debole segnale del Pioneer 10 attraverso il Deep Space Network anche dopo la conclusione della missione, allo scopo di formare i nuovi controllori di volo nel processo di acquisizione dei segnali radio dallo spazio profondo. Il NASA Institute for Advanced Concepts ha applicato la teoria del caos per estrarre dati coerenti dal segnale che progressivamente si faceva sempre più debole.
L'ultima ricezione riuscita della telemetria è avvenuta il 27 aprile 2002; i segnali successivi erano appena rilevabili e non fornirono dati utilizzabili. L'ultimo segnale ricevuto dal Pioneer 10 risale al 23 gennaio 2003, quando la sonda era a 12 miliardi km (80 UA) dalla Terra. Tentativi successivi non hanno avuto successo. Nonostante ciò, è stato condotto un ultimo tentativo (senza successo) la sera del 4 marzo del 2006, perché dopo di allora l'antenna della sonda avrebbe perso il corretto allineamento con la Terra. La NASA concluse che la potenza generata dalle unità RTG fosse ormai scesa sotto la soglia necessaria al funzionamento del trasmettitore. Da allora non sono stati effettuati ulteriori tentativi di contatto.

### Cronologia della missione

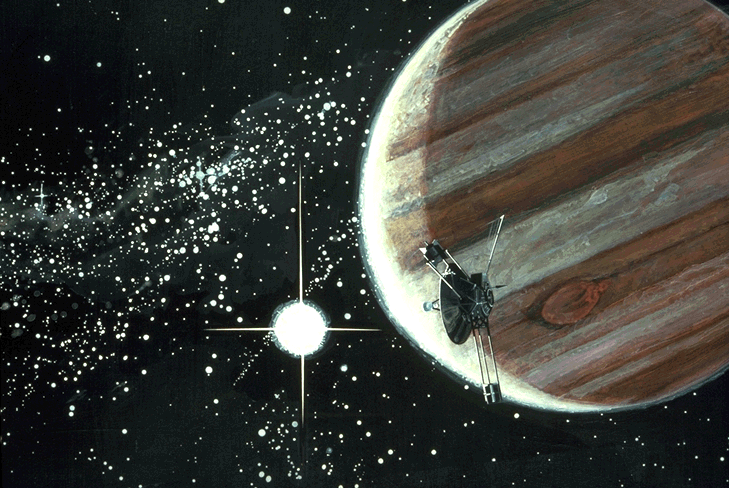
Rendering del Pioneer 10 a Giove

| Data             | Ora (UTC) | Evento |
| 3 marzo 1972     | 01:49:04  | Lancio |
| 25 maggio 1972   |           | Attraversamento dell'orbita di Marte                                                                              |
| 15 luglio 1972   |           | Ingresso nella fascia principale                                                                                  |
| 15 febbraio 1973 |           | Uscita dalla fascia principale                                                                                    |
| 6 novembre 1973  |           | Inizio fase osservativa di Giove                                                                                  |
| 8 novembre 1973  |           | Attraversamento dell'orbita di Sinope                                                                             |
| 16 novembre 1973 |           | Attraversamento del bow shock della magnetosfera gioviana                                                         |
| 17 novembre 1973 |           | Attraversamento della magnetopausa                                                                                |
| 3 dicembre 1973  | 12:26:00  | Sorvolo di Callisto a 1 392 300 km                                                                                |
| 3 dicembre 1973  | 13:56:00  | Sorvolo di Ganimede a 446 250 km                                                                                  |
| 3 dicembre 1973  | 19:26:00  | Sorvolo di Europa a 321 000 km                                                                                    |
| 3 dicembre 1973  | 22:56:00  | Sorvolo di Io a 357 000 km                                                                                        |
| 4 dicembre 1973  | 02:26:00  | Massimo avvicinamento da Giove, a 200 000 km                                                                      |
| 4 dicembre 1973  | 02:36:00  | Attraversamento piano equatoriale di Giove                                                                        |
| 4 dicembre 1973  | 02:41:45  | Inizio occultazione di Io                                                                                         |
| 4 dicembre 1973  | 02:43:16  | Termine occultazione di Io                                                                                        |
| 4 dicembre 1973  | 03:42:25  | Inizio occultazione di Giove                                                                                      |
| 4 dicembre 1973  | 03:42:25  | Ingresso nell'ombra di Giove                                                                                      |
| 4 dicembre 1973  | 04:15:35  | Termine occultazione di Giove                                                                                     |
| 4 dicembre 1973  | 04:47:21  | Uscita dall'ombra di Giove                                                                                        |
| 1º gennaio 1974  |           | Inizio della Pioneer Interstellar Mission                                                                         |
| 13 giugno 1983   |           | Attraversamento dell'orbita di Nettuno                                                                            |
| 31 luglio 1997   |           | Termine ufficiale della missione. Il contatto è mantenuto per registrare la telemetria della sonda.               |
| 17 febbraio 1998 |           | Il Voyager 1 supera il Pioneer 10 divenendo l'oggetto più distante dal Sole a 69,419 UA                           |
| 2 marzo 2002     |           | Ricezione della telemetria con successo: 39 minuti di dati vennero ricevuti ad una distanza di 79,83 UA dal Sole. |
| 27 aprile 2002   |           | Ultima ricezione della telemetria con successo: 33 minuti di dati ricevuti a una distanza di 80,22 UA.            |
| 23 gennaio 2003  |           | Ultimo segnale ricevuto dalla sonda. Ricezione molto debole e segnali seguenti difficilmente recuperati.          |
| 7 febbraio 2003  |           | Tentativo di contattare la sonda fallito.                                                                         |

## Stato attuale

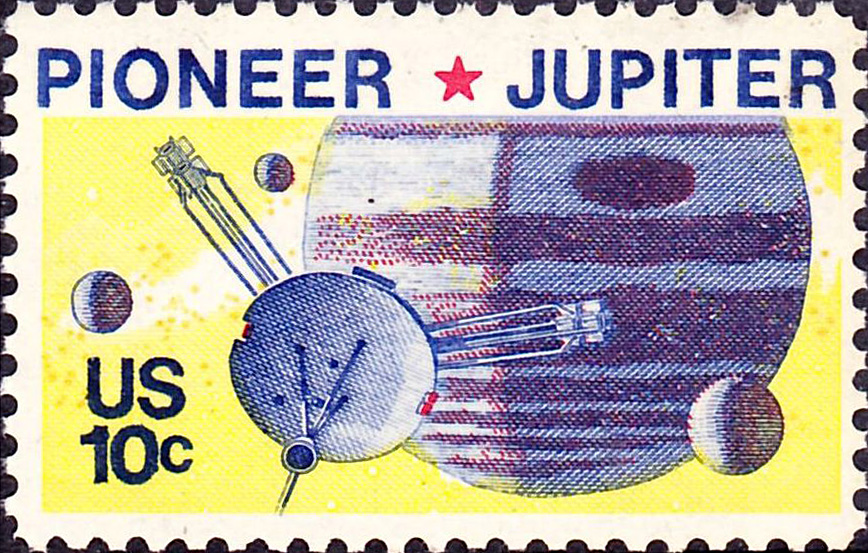
Il francobollo commemorativo

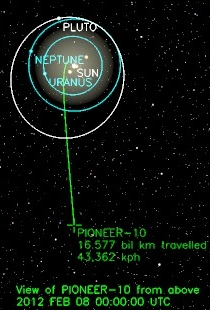
La traiettoria della sonda nel 2012

Il 1º gennaio 2019 il Pioneer 10 si trovava a 121,69 UA (circa 19 miliardi di chilometri) dalla Terra ad una velocità di fuga di 12,04 km/s relativa al Sole, allontanandosi ogni anno di 2,54 UA, ed è stato superato nel 2023 dal Voyager 2. La luce solare impiega 14,79 ore per raggiungere il Pioneer 10 e la sua luminosità dalla sonda è di −16,6. Il Pioneer 10 è diretto verso la costellazione del Toro.
Se lasciati indisturbati, i Pioneer 10 e 11, così come le due sonde Voyager e la New Horizons, lasceranno il Sistema Solare per raggiungere lo spazio interstellare medio. La traiettoria seguita dal Pioneer 10 lo porterà in direzione della stella Aldebaran, attualmente ad una distanza di circa 65 anni luce. Se Aldebaran non avesse velocità relativa, ci vorrebbero più di 2 milioni di anni per raggiungerla.
Un'unità di backup, Pioneer H, è attualmente in mostra nella galleria "Milestones of Flight" al National Air and Space Museum di Washington. Molti elementi della missione furono critici per la pianificazione del Programma Voyager.

## Film ufficiale della missione
Jupiter Odyssey, il film ufficiale della missione fatto dall'Ames Research Center per i Pioneer 10 e 11, è stato prodotto da George Van Valkenburg Productions, e guadagnò numerosi premi internazionali, incluso un Golden Eagle dal Council negli International Nontheatrical Events del 1975.